# Kalinov
Kalinov (rusiń. Калинів, Kałyniw) – wieś (obec) na Słowacji, w kraju preszowskim, w powiecie Medzilaborce. Leży w historycznej krainie Zemplin.

## Położenie
Położona w dolinie Głębokiego Potoku (słow. Hlboký potok), 5 km na północny wschód od miasta Medzilaborce, a jej teren katastralny o powierzchni 13,784 km² sięga aż po granicę państwową słowacko-polską na głównym grzbiecie wododziałowym Karpat między Weretyszowem (741 m n.p.m.) a Danawą (Daniową, 841 m n.p.m.). Centrum wsi leży na wysokości ok. 450 m n.p.m. Liczy ona 133 domy i 269 mieszkańców.

## Historia
Znaleziska dwudziestu srebrnych monet z epoki rzymskiej świadczą, że przez teren dzisiejszego Kalinova przemieszczali się ludzie już blisko 2 tys. lat temu. Sama wieś założona została zapewne pod koniec XVI w. - wspominana jest po raz pierwszy w 1595 r. Należała do feudalnego „państwa” z siedzibą w Humenném, którym w latach 1321-1684 władali Drugethowie. Po nich właścicielami tego majątku były rody Csákych i Szirmayów. Mieszkańcy zajmowali się pracą w lesie, wypalaniem węgla drzewnego, hodowlą, a później również rolnictwem. W 1715 r. wieś miała 14 zamieszkałych i 8 pustych domów oraz własny młyn wodny (stał w miejscu dzisiejszego pawilonu handlowego). W 1787 r. w Kalinovie były już 43 domy z 282 mieszkańcami. W 1828 r. wieś miała 50 domów i 389 mieszkańców. Powyżej niej istniał tartak wodny z jednym gatrem, w którym dziennie pod kierunkiem pochodzącego z Polski majstra Hrabowskiego pracowało ok. 20 miejscowych chłopów. Tartak działał do 1895 r., a pozostałości jego fundamentów w miejscu zwanym pod Debrou są rozpoznawalne do dziś.
Po tzw. zrównaniu austriacko-węgierskim w 1867 r. mieszkańcy wsi – prawie w całości greckokatoliccy Rusini – zaczęli odczuwać ucisk madziaryzacyjny. Kiedy wybuchła I wojna światowa, a ofensywa rosyjska zbliżyła się do głównego grzbietu Karpat, we wsi ujawniły się silne nastroje prorosyjskie. W tej sytuacji władze węgierskie deportowały ok. 2/3 mieszkańców na tzw. Dolną Ziemię – częściowo do Trebišova, częściowo aż do Miszkolca. W latach 1914–1915 w rejonie głównego grzbietu Karpat nad Kalinowem toczyły się zacięte boje, a wieś została poważnie zniszczona. Żołnierze padli w tych walkach są pochowani na miejscowym cmentarzu wojennym (tuż powyżej cerkwi i cmentarza cywilnego – patrz niżej).
Spod okupacji hitlerowskiej Kalinov został wyzwolony 21 września 1944 r. przez żołnierzy Trzeciego Górskiego Korpusu Piechoty I Armii Gwardii 4 Frontu Ukraińskiego jako pierwsza miejscowość późniejszej Czechosłowacji. W trakcie zaciętych walk w najbliższej okolicy zginęło ok. 3 tys. żołnierzy radzieckich, a sama wieś ponownie została prawie w całości zniszczona. Odbudowana w dawnym stylu ulicówki z dwiema równoległymi ulicami, biegnącymi po dwóch stronach Głębokiego Potoku. Od 1962 r. funkcjonuje tu Dom Dziecka.

## Zabytki i obiekty pamiątkowe
- Cerkiew greckokatolicka pw. Wniebowzięcia Marii Panny z końca XVIII w., barokowo-klasycystyczna, projektu terezjańskiej pracowni budowlanej, częściowo przebudowana.

Obok cerkwi 300-letnia lipa drobnolistna.
Powyżej cerkwi cmentarz wojenny z czasów I wojny światowej. W 5 grobach masowych, 3 grobach wspólnych i 16 grobach indywidualnych zostało tu pochowanych 124 żołnierzy austro-węgierskich, 1 niemiecki, 111 żołnierzy rosyjskich i 28 żołnierzy niezidentyfikowanych (najprawdopodobniej również rosyjskich). Po zaciętych walkach jesienią 1944 r. na cmentarzu tym pochowani zostali również padli żołnierze radzieccy. Po utworzeniu centralnego cmentarza Armii Czerwonej w Michalovcach prochy żołnierzy radzieckich z Kalinova zostały tam przeniesione. Odtąd cmentarz ten, uporządkowany niedawno przy wsparciu ambasady rosyjskiej, funkcjonuje znów jako cmentarz wojenny z czasów I wojny światowej.
Wyzwolenie Kalinowa spod niemieckiej okupacji przez żołnierzy radzieckich przypomina pomnik na skwerze w centrum wsi, a zacięte boje, jakie tu stoczono – czołg T-34 i kilka radzieckich dział, ustawionych w różnych punktach miejscowości. Wydarzenia te ilustruje również wystawa w miejscowej izbie pamiątkowej.
Na granicy wsi, na głównym grzbiecie Karpat, w płytkiej przełęczy między Kanasiówką (823 m n.p.m.) a Pasiką (844 m n.p.m.), przez którą pododdziały Armii Czerwonej wkroczyły na teren Kalinova 20 września 1944 r., znajduje się obelisk z okolicznościową tablicą, wzniesiony z okazji 30-lecia wyzwolenia wsi.

## Literatura
- Laborecká vrchovina. Dukla. Turistická mapa 1 : 50 000, 2. wyd.; VKÚ Harmanec 2004, ISBN 80-8042-181-1.